# Universidad de Miyazaki
Universidad de Miyazaki (宮崎 大学 Miyazaki Daigaku?) es una universidad nacional japonesa ubicada en Miyazaki, Miyazaki, Japón. La institución predecesora de la escuela fue fundada en 1884, la universidad de Miyazaki fue fundada en 1974, y posteriormente sería constituida como una universidad hasta el año 2003, cuando se unió con el Colegio Médico de Miyazaki, para establecer la presente institución.